# Fabrice Borer
Fabrice Borer (ur. 24 grudnia 1971 w Delémont) – szwajcarski piłkarz występujący na pozycji bramkarza.

## Kariera klubowa
Borer karierę rozpoczynał w 1989 roku w drugoligowym klubie SR Delémont. W 1992 roku przeszedł do pierwszoligowego Lausanne Sports. Jego barwy reprezentował przez 3 lata, a potem odszedł do FC Sion, także grającego w ekstraklasie. W 1996 roku oraz w 1997 roku zdobył z nim Puchar Szwajcarii. W 1997 roku wraz z zespołem został także mistrzem Szwajcarii.
Na początku 2002 roku Borer przeniósł się do innego pierwszoligowca, Grasshopper Club. W 2003 roku zdobył z nim mistrzostwo Szwajcarii. W 2004 roku wrócił do FC Sion, nadal grającego w ekstraklasie. W 2006 roku zdobył z nim Puchar Szwajcarii, a w 2007 roku zakończył karierę.

## Kariera reprezentacyjna
W reprezentacji Szwajcarii Borer zadebiutował 13 lutego 2002 w wygranym 2:1 towarzyskim meczu z Węgrami. W drużynie narodowej rozegrał 3 spotkania, wszystkie w 2002 roku.